# Cantone di La Bâtie-Neuve
Il Cantone di La Bâtie-Neuve era una divisione amministrativa dell'arrondissement di Gap.
A seguito della riforma approvata con decreto del 20 febbraio 2014, che ha avuto attuazione dopo le elezioni dipartimentali del 2015, è stato soppresso.

## Composizione
Comprendeva i comuni di:
- Avançon
- La Bâtie-Neuve
- La Bâtie-Vieille
- Montgardin
- Rambaud
- La Rochette
- Saint-Étienne-le-Laus
- Valserres